# Kurumba
Kurumba o Kuruba (plural kurumbes o kurubes) és una tribu primitiva de l'Índia, avui considerats una casta. Viuen principalment a Maharashtra (on són coneguts com a dhangars), [Andhra Pradesh] i Tamil Nadu (on són coneguts també com a kurumans o kurumbars). A altres llocs de l'Índia tenen noms locals. La població de castes de pastors s'estima en més d'un milió i mig.
Derivarien d'un poble de pastors nòmades de la família dravídica, que haurien poblat l'Índia del sud abans de l'època històrica. Els kurumbes van formar un regne conegut com a Kuramba-bhumi, ocupant la costa des del riu Pennar al riu Palar i cap a l'interior fins als Ghats Occidentals; el regne fou eliminat per Adondai, fill il·legítim del cola Kulattungi Chola, i el país conquerit va rebre el nom de Tondamandalam. Els kurumba van oblidar la seva història i van sobreviure a les muntanyes, principalment del nord de Karnataka. Al segle xix hi havia la més gran concentració de kurumbes a l'estat de Pudukota (uns 3600 d'un total de 3800 censats, ja que molts foren considerats d'altres castes al portar nom diferents, o entre castes baixes). La seva religió és l'hinduisme. La seva llengua està emparentada al canarès amb aportacions tàmils.